# أزمة الطاقة في العقد 2000
منذ منتصف ثمانينيات القرن العشرين إلى سبتمبر 2003، كان سعر برميل النفط الخام في بورصة نيويورك التجارية معدلًا حسب التضخم دون 25$ دولارًا للبرميل بشكل عام مقاسًا بالنسبة للقدرة الشرائية للدولار عام 2008. خلال عام 2003، ارتفع السعر إلى أكثر من 30$ دولارًا، ووصل إلى 60$ دولارًا بحلول 11 أغسطس 2005، وبلغ ذروته عند سعر 147.30$ في يوليو 2008. عزا المراجعون هذه الزيادات في السعر للعديد من العوامل، منها التوتر في الشرق الأوسط، وتحليق الطلب من الصين، وانحدار قيمة الدولار الأمريكي، وإلى تقارير تظهر انخفاض احتياطي النفط، ومخاوف بشأن الوصول إلى ذروة النفط، والتخمينات المالية.
كان للأحداث الجيوسياسية والكوارث الطبيعية آثار قصيرة الأمد أثرت لمدة من الزمن على أسعار النفط، ومنها الاختبارات الصاروخية لكوريا الشمالية، ونزاع عام 2006 بين إسرائيل ولبنان، ومخاوف بشأن المحطات النووية الإيرانية في 2006، وإعصار كاترينا، وعدة عوامل مختلفة أخرى. بحلول عام 2008، ظهر أن آثار هذه الضغوط غير كبيرة على أسعار النفط مع اندلاع الركود العالمي. أدى الركود إلى تقلص الطلب على الطاقة في أواخر عام 2008، مع انهيار أسعار النفط من ذروتها في يوليو 2008 البالغة 147$ إلى أدنى نقطة لها في ديسمبر 2008 عند 32$. ولكن من المختلف عليه ما إذا كانت قوانين العرض والطلب مسؤولةً عن انحدار كاد يبلغ 80% في سعر النفط خلال فترة زمنية مقدارها ستة أشهر. استقرت أسعار النفط بحلول أغسطس 2009 وبقيت بشكل عام في نطاق تجاري بين 70$ و120$ حتى نوفمبر 2014، قبل العودة إلى مستويات 2003 ما قبل الأزمة مع بداية عام 2016، إذ ازداد الإنتاج الأمريكي للنفط بشكل هائل. أصبحت الولايات المتحدة الأمريكية أكبر منتج للنفط بحلول 2018.

## الذرى الجديدة المعدلة حسب التضخم
تراوح سعر النفط الخام في 2003 للتبادلات التجارية بين 20$-30$/برميل. بين 2003 ويوليو 2008، ارتفعت الأسعار بمعدلات ثابتة، وصولًا إلى 100$/برميل في أواخر 2007، مقتربةً من الذروة السابقة المعدلة حسب التضخم والتي كانت عام 1980. بلغ الارتفاع الشديد في أسعار النفط عام 2008 -والذي حاكته سلع أخرى أيضًا في نفس الوقت- ذروته الأعلى في التاريخ والبالغة 147.27$ خلال التبادل التجاري ليوم 11 يوليو 2008، وهو أعلى بأكثر من الثلث من الذروة التاريخية السابقة بعد التعديل حسب التضخم.
ساهم ارتفاع أسعار النفط والضعف الاقتصادي في تضاؤل الطلب في 2007-2008. في الولايات المتحدة الأمريكية، انخفض استهلاك البنزين بنسبة 0.4% في عام 2007، ثم انحدر بنسبة 0.5% في أول شهرين من 2008 وحدهما. أدت كل من الأسعار القياسية للنفط في النصف الأول من 2008 والضعف الاقتصادي في النصف الثاني من العام إلى انخفاض بمقدار 1.2 مليون برميل (190,000 م3)/يوم في الاستهلاك الأمريكي للمنتجات النفطية، ممثلًا 5.8% من الاستهلاك الأمريكي الإجمالي، وهو أكبر انخفاض سنوي منذ عام 1980 في ذروة أزمة الطاقة لعام 1979.

## الأسباب المحتملة

### الطلب
ازداد الطلب العالمي على النفط الخام بمعدل 1.76% في العام الواحد من عام 1994 حتى 2006، بحد أقصى 3.4% في فترة 2003-2004. يتنبأ بازدياد الطلب العالمي على النفط بنسبة 37% عن مستويات 2006 بحلول 2030، وفقًا للتقرير السنوي لعام 2007 الصادر عن إدارة معلومات الطاقة في الولايات المتحدة الأمريكية. في عام 2007، توقعت إدارة معلومات الطاقة وصول الطلب إلى حد أقصى 118 مليون برميل في اليوم (18.8 × 106 م3/يوم)، من أرقام 2006 البالغة 86 مليون برميل (13.7 × 106 م3)، مقادًا بشكل كبير بقطاع الطاقة. تنبأ تقرير صادر عن وكالة الطاقة الدولية لعام 2008 بأنه بالرغم من توقع استمرار الانخفاض الملاحظ على طلب البترول بسبب الأسعار المرتفعة في الدول المتطورة، فإنه من المتوقع ازدياد الطلب بمقدار 3.7 بالمئة بحلول عام 2013 في الدول النامية. من المتوقع أن يتسبب هذا بارتفاعٍ صافٍ في الطلب العالمي على البترول خلال تلك الفترة.
يستهلك النقل الحصة الأكبر من الطاقة، وقد شهد القطاع أكبر نمو في الطلب في العقود الأخيرة. أتى هذا النمو بشكل كبير من الطلب الجديد على السيارات ومركبات الاستخدام الشخصي الأخرى العاملة على محركات الاحتراق الداخلي. لهذا القطاع أيضًا أعلى نسب استهلاك، مشكلًا نحو 55% من استخدام النفط في العالم حسب ما وثقه تقرير هيرش و68.9% من النفط المستخدم في الولايات المتحدة في عام 2006. يتوقع أن تسبب السيارات والشاحنات نحو 75% من الزيادة في استهلاك النفط في الهند والصين بين عامي 2001 و2025. في 2008، كان من المتوقع نمو مبيعات السيارات في الصين بمقدار يبلغ 15-20 بالمئة، ويعود جزء من ذلك إلى معدلات النمو الاقتصادي التي فاقت 10% لخمس سنوات متتالية.
نمو الطلب هو الأعلى في دول العالم النامي، ولكن الولايات المتحدة الأمريكية أكبر مستهلك للبترول في العالم. بين 1995 و2005، نما استهلاك الولايات المتحدة الأمريكية من 17.7 مليون برميل (2,810,00 م3) في اليوم إلى 20.7 مليون برميل (3,290,000 م3) في اليوم، وهي زيادة بمقدار 3 ملايين برميل (480,000 م3) في اليوم. في حين ازداد استهلاك الصين، للمقارنة، من 3.4 مليون برميل (540,000 م3) في اليوم إلى 7 ملايين برميل (1,100,00 م3) في اليوم، وهي زيادة بمقدار 3.6 مليون برميل (570,000 م3) في اليوم، وذلك خلال نفس الإطار الزمني. منسوبًا إلى الشخص الواحد (النسمة)، يبلغ الاستهلاك السنوي في الولايات المتحدة الأمريكية 24.85 برميل (3.951 م3)، في مقابل 1.79 برميل (0.285 م3) في الصين، و0.79 برميل (0.126 م3) في الهند.
مع نمو البلدان، ترفع الصناعة والتمدن السريع وارتفاع الوضع المعيشي استخدام الطاقة، التي غالبًا ما تأتي من النفط. تنمو الاقتصادات التي في طور الازدهار كالصين والهند بسرعة لتصبح من كبار مستهلكي النفط. شهدت الصين نموًا في استهلاك النفط بمقدار 8% في العام الواحد منذ 2002، ضعفا النسبة التي كانت في الفترة 1996-2006.
رغم توقع النمو المستمر المستقر في الصين غالبًا، يتنبأ آخرون بأن اقتصاد الصين القائم على الصادرات لن يستمر بالنمو بهذه المقادير بسبب تضخم الأجور والأسعار وانخفاض الطلب من الولايات المتحدة. يتوقع أن تزداد واردات الهند النفطية بأكثر من ثلاثة أضعاف عن مستويات عام 2005 بحلول 2020، صعودًا إلى 5 ملايين برميل نفط في اليوم الواحد (790 × 103 م3/يوم).
من العوامل الكبرى الأخرى المؤثرة على طلب البترول نمو التعداد السكاني. ولأن عدد السكان نما بشكل أسرع من إنتاج النفط، فإن ذروة الإنتاج للنسمة الواحدة بلغت ذروتها في عام 1979 (مسبوقةً باستقرار أفقي خلال الفترة بين عامي 1973-1979). يتوقع أن يكون عدد سكان العالم في 2030 ضعفي عددهم في عام 1980.

#### دور الوقود المدعوم
حمى الوقود المدعوم من الدولة المستهلكين في العديد من البلدان من ارتفاع أسعار السوق، ولكن جزءًا كبيرًا من هذا الدعم ألغي أو خفض مع ارتفاع التكاليف الحكومية.

في يونيو 2008، كتبت وكالة إيه إف بّي أن:
الصين أصبحت آخر دولة تزيل الدعم الطاقي في الأسبوع الماضي بعد رفعها أسعار البيع بالتجزئة للبترول والديزل حتى 18 بالمئة... في أماكن أخرى من آسيا، رفعت ماليزيا أسعار الوقود بنسبة 41% وإندونيسيا بنحو 29 بالمئة، في حين رفعت تايوان والهند أسعار الطاقة فيهما أيضًا.
في أثناء الشهر نفسه، صرحت رويترز قائلةً:
ساهمت دول كالصين والهند، إلى جانب دول الخليج حيث أسعار النفط دون الأسعار العالمية، بنسبة 61 بالمئة من ازدياد الاستهلاك العالمي للنفط الخام من 2000 حتى 2006، وفقًا لجيه بّي مورغان.
فيما عدا اليابان وهونغ كونغ وسنغافورة وكوريا الجنوبية، تدعم معظم الدول الأسيوية أسعار الوقود المحلية. كلما ازدادت الدول التي تدعمها، كلما قل احتمال تأثير ارتفاع أسعار النفط على خفض الطلب الإجمالي، ما يجبر الحكومات في الأوضاع المالية الأضعف على الاستسلام أولًا ورفع الدعم الذي تقدمه.
هذا ما حدث خلال الأسبوعين الماضيين. فإن دول إندونيسيا وتايوان وسريلانكا وبنغلادش والهند وماليزيا إما رفعت أسعار الوقود المدعومة فيها أو تعهدت بذلك.
ورد في مجلة ذا إيكونوميست: «يتمتع نصف سكان العالم بدعم الوقود. هذا التقدير، من مورغان ستانلي، يشير إلى أن نحو ربع بترول العالم يباع بأقل من سعر السوق». صرح وزير الطاقة الأمريكي سامويل بودمان أن نحو 30 مليون برميل في اليوم (4,800,00 م3/يوم) من استهلاك النفط (أكثر من ثلث الإجمالي العالمي) مدعوم.